# Bøstad
Bøstad é uma vila do município de Vestvågøy, no condado de Nordland, na Noruega. Ela está localizada ao longo da estrada europeia E10, ao lado do vilarejo de Borg (e do museu Lofotr), na parte central da ilha de Vestvågøya, no arquipélago de Lofoten. A Igreja de Borge está localizada em Borg, próximo à vila de Bøstad. Historicamente, esta vila foi o centro administrativo do antigo Município de Borge, que existiu de 1838 até 1963.